# Башкултаево
Башкултаево — село в Пермском районе Пермского края. Входит в состав Култаевского сельского поселения.

## История
Село известно с 1701 года, как Татарская Култаева. Другие названия села – Кичи-Мул и Башкиро-Култаево (тат. Кече Мул). Население продвигалось на эти места по Волге и Каме. Первоначально на Каме основали деревни Нижний и Верхний Мул. Оттуда татар вытеснили русские и они обосновались в деревне Кояново, а затем в верховье речки Мулянки в деревне Кече Мул.Жители деревни с 19 века стали считать себя татарами, в прошлом записывались башкирами.

## Географическое положение
Расположено на берегах реки Нижняя Мулянка, при впадении в неё реки Малиновка, примерно в 5,5 км к юго-западу от административного центра поселения, села Култаево.

## Население
| 2010 |
| ---- |
| 623  |

Согласно переписи населения 2010 года основное население деревни представлено татарами, также в небольшом количестве проживают русские и башкиры. Татары деревни относятся к муллинской группе пермских татар.

## Топографические карты
- Лист карты O-40-76 Юго-камский. Масштаб: 1 : 100 000. Состояние местности на 1983 год. Издание 1984 г.

## Религия
Мечети
- Мечеть